# Lois Wilson (aktorka)
 Lois Wilson (ur. 28 czerwca 1894 w Pittsburghu, zm. 3 marca 1988 w Reno) – amerykańska aktorka, której kariera zaczęła się w czasach kina niemego.

## Filmografia
- 1923: Bella Donna